# Negligência benigna
Negligência benigna é uma expressão cunhada em janeiro de 1970 pelo senador Daniel Patrick Moynihan, conselheiro para Assuntos Urbanos do presidente Richard Nixon. Num memorando, Moynihan exortava Nixon a seguir uma política de "negligência benigna" em relação às questões raciais.
Fora deste contexto histórico, a expressão tem sido usada para caracterizar políticas que ignoram ou negligenciam um determinado problema ou questão, na esperança de dar-lhe menos visibilidade ou empregar menos esforços em sua resolução.

## A tese
A tese de Moynihan surgiu numa época (fim da década de 1960) na qual o Movimento pelos Direitos Civis atingira o auge nos Estados Unidos e movimentos radicais como os Panteras Negras começavam a organizar-se. Embora durante seu mandato Nixon tenha tido uma atitude proativa em relação à integração das minorias e o fim da segregação racial, particularmente no sul do país, o vazamento do memorando de Moynihan para a imprensa em março de 1970, colocou o presidente recém-eleito na berlinda sob acusações de racismo.
O cerne da política está contida na frase "the issue of race could benefit from a period of benign neglect" ("a questão racial poderia beneficiar-se de um período de negligência benigna"). Com isso, Moynihan queria dizer que adotar medidas administrativas que de fato reduzissem a segregação, teria maior impacto sobre as populações negras do que a mera denúncia do problema. Em tese, vendo suas reivindicações atendidas, a comunidade minoritária deixaria de dar voz aos grupos que o governo encarava como opositores (inclusive a oposição democrata).
O problema para Moynihan é que seu memorando também fazia afirmações que basicamente culpavam as vítimas pelos problemas pelos quais passavam. Por exemplo, as altas taxas de criminalidade em comunidades negras seriam decorrentes do fato de seus membros provirem de lares desestruturados, onde mães solteiras eram a regra. E que as guarnições de bombeiros deveriam dar menor atenção aos incêndios ocorridos nestas comunidades, visto que, segundo Moynihan, a maioria deles tinha origem criminosa.

## Antecedentes históricos
Uma política similar, alcunhada de "negligência salutar", foi empregada pela Grã Bretanha em relação às suas colônias americanas nos séculos XVII e XVIII. Basicamente, tratava-se de fazer vista grossa ao contrabando praticado nas colônias (embora isso fosse proibido por lei), permitindo evasão de divisas e sonegação de impostos.